# Henry Jensen (rektor)
 For alternative betydninger, se Henry Jensen. (Se også artikler, som begynder med Henry Jensen)
Henry Jensen (14. juli 1907 i Randers—29. maj 1989 i Randers) var rektor for Duborg-Skolen i Flensborg og fra 1962 for Randers Statsskole.
Henry Jensen var søn af træhandler O.C. Jensen i Randers. I 1933 blev han gift med gymnasielærer Anna Jensen, f. Jørgensen (13. marts 1905—26. februar 1999).
Henry Jensen tog studentereksamen fra Randers Statsskole i 1926 og blev cand.mag. i 1932 med fagene astronomi, fysik, matematik, kemi. Det følgende år 1932-33 udførte han beregningsarbejde for Geodætisk Institut i København. 1933-34 lærer ved Haslev Gymnasium, og 1934-35 vikar på Herning Gymnasium. Han blev ansat som adjunkt i matematik på Tønder Statsskole i 1935, og efter 11 år her kom han i 1946 til Flensborg som rektor for Duborg-Skolen, hvor han blev i 16 år, indtil 1962.
I sin Flensborg-tid var Henry Jensen korpsrådsformand for Drengespejderkorpset i Sydslesvig 1947-1950. Han var formand for Dansk Lærerforening for Sydslesvig 1952-53.
I august 1962 tiltrådte Henry Jensen som rektor på statsskolen i sin fødeby Randers. Han fratrådte på grund af sygdom med udgangen af skoleåret 1969/70; han havde været sygemeldt fra 27. oktober 1969. Som pensionist boede han i Randers. 